# Reino de Kent

O Reino de Kent, ou, na sua forma portuguesa, de Câncio, foi um Estado dos jutos no sudeste da Inglaterra, um dos sete reinos tradicionais da chamada Heptarquia anglo-saxã, que perdurou de 455 a 871 da era Cristã.
As origens do reino são completamente obscuras, já que, devido a sua posição geográfica, recebeu algumas das primeiras ondas de invasões germânicas - um período histórico do qual sobreviveram poucos registros. O nome Kent, anterior aos invasores jutos, advém da tribo celta dos cancíacos, que habitava a área.